# Nethe
Die Nethe ist ein 50,4 km langer, westlicher und orographisch linker Nebenfluss der Weser im Oberwälder Land im nordrhein-westfälischen Kreis Höxter (Deutschland).
Die Nethe ist namengebend für den Nethegau, einen ehemals sächsischen und dann karolingischen Gau. Der Netheverlauf in gesamter Länge von Quelle bis Mündung ist Teil des FFH-Gebietes DE-4320-305 Nethe, wegen ihres weitgehend naturnahen Verlaufs und nur geringer wasserbaulicher Eingriffe, mit „gut ausgebildeter Ufer- und Unterwasservegetation“. Für die Stadt Beverungen und Höxter-Ottbergen plant die Firma Trianel das Pumpspeicherkraftwerk Nethe mit 390 MW Leistung.

## Name
Der Fluss wurde 1326 erstmals schriftlich erwähnt („in fluviis sive rivis Nethe“), während der Nethegau bereits im Jahr 940 („in pago Netga“) urkundlich in Erscheinung tritt. Der Name steht wohl in Zusammenhang mit dem indogermanischen Verbalsubstantiv *neid- mit der Bedeutung 'fließen, strömen',

## Geographie

### Verlauf
Die Nethe entspringt im Osten des Eggegebirges im Naturpark Teutoburger Wald/Eggegebirge. Ihre Quelle liegt nördlich vom Ortskern des südlichen Bad Driburger Stadtteils Neuenheerse.
Kurz nach Verlassen der Ortschaft wird die Nethe seit 1975 im 4,5 ha großen Nethestausee aufgestaut. Anfangs verläuft der Fluss in Richtung Südosten und – nach Aufnehmen des Bachs von der Eggequelle – durch Willebadessen, wonach sie sich nach Osten wendet. Danach durchfließt oder passiert sie Fölsen und Niesen und wendet sich dann östlich von Gehrden nach Norden, wobei die Bundesstraße 252 an ihr entlangführt. Durch Siddessen, Rheder und östlich vorbei an Riesel erreicht die Nethe, die von Brücken der B 64 und B 252 gekreuzt wird,  Brakel. Nach dessen südlichem Passieren fließt sie weiter ostwärts. Sie fließt durch Erkeln, Beller, Hembsen, Bruchhausen und Ottbergen sowie Amelunxen, wobei sie ab Brakel von der B 64 begleitet wird.
Nach östlichem Passieren von Godelheim, einem Stadtteil von Höxter, und der Brücke der Bundesstraße 83 mündet die Nethe in die dort etwa von Süden kommende Weser. Sie hat hier eine mittlere Wasserführung von 6,1 m³/s. Zwischen Riesel und der Mündung ist auch die Eggebahn entlang der Nethe trassiert.

### Einzugsgebiet und Zuflüsse
Das Einzugsgebiet der Nethe ist 460,448 km² groß und erstreckt sich vom Eggegebirge im Westen über die Steinheimer Börde im Norden bis zur Warburger Börde im Süden. Ihre Hauptzuflüsse sind der Rickebach (Riekebach, Hellebach) in Willebadessen, die Helmerte bei Fölsen, die Taufnethe in Niesen, die Öse in Siddessen, die Aa bei Riesel und die Brucht bei Brakel.

### Rhein-Weser-Wasserscheide
Das Quellgebiet der Nethe liegt auf der Rhein-Weser-Wasserscheide: Während das Wasser der Sauer in überwiegend westlichen Richtungen durch die Altenau, Alme und Lippe den Rhein erreicht, fließt die Nethe in zumeist östlichen Richtungen in die Weser.

## Fauna
In der Nethe leben die seltenen Fischarten Koppe und Bachneunauge, im Einzugsgebiet die Vogelarten Rotmilan, Eisvogel und der sehr seltene Schwarzstorch.

## Gedichtepos: Dreizehnlinden
Besungen wurde die Nethe durch den Heimatdichter Friedrich Wilhelm Weber zu Beginn seines berühmten Gedichtepos Dreizehnlinden (Auszug vom Kapitel II, Teil 1) − Aus dem Nethegau:
Wonnig ist's, in Frühlingstagen

Nach dem Wanderstab zu greifen

Und, den Blumenstrauß am Hute,

Gottes Garten zu durchschweifen.

Oben ziehn die weißen Wolken,

Unten gehn die blauen Bäche,

Schön in neuen Kleidern prangen

Waldeshöh' und Wiesenfläche. …